# Meandrinidae
Famille
Meandrinidae est une famille de scléractiniaires (coraux durs).

## Description et caractéristiques
Les colonies sont massives et méandroïdes. Les vallées et cloisons sont d'épaisseur similaire. Les septa sont fines et régulières, les columelles sont en forme de seta, sans centres.

## Liste des genres
| Selon World Register of Marine Species (18 novembre 2014) : - genre Dendrogyra Ehrenberg, 1834 — 1 espèce - genre Dichocoenia Milne Edwards & Haime, 1848 — 2 espèces - genre Eusmilia Milne Edwards & Haime, 1848 — 1 espèce - genre Meandrina Lamarck, 1801 — 3 espèces | Selon ITIS (3 avril 2014) : - genre Ctenella Matthai, 1928 (classé en Euphylliidae par WoRMS) - genre Dendrogyra Ehrenberg, 1834 - genre Dichocoenia Milne-Edwards et Haime, 1848 - genre Goreaugyra Wells, 1973 - genre Meandrina Lamarck, 1801 |

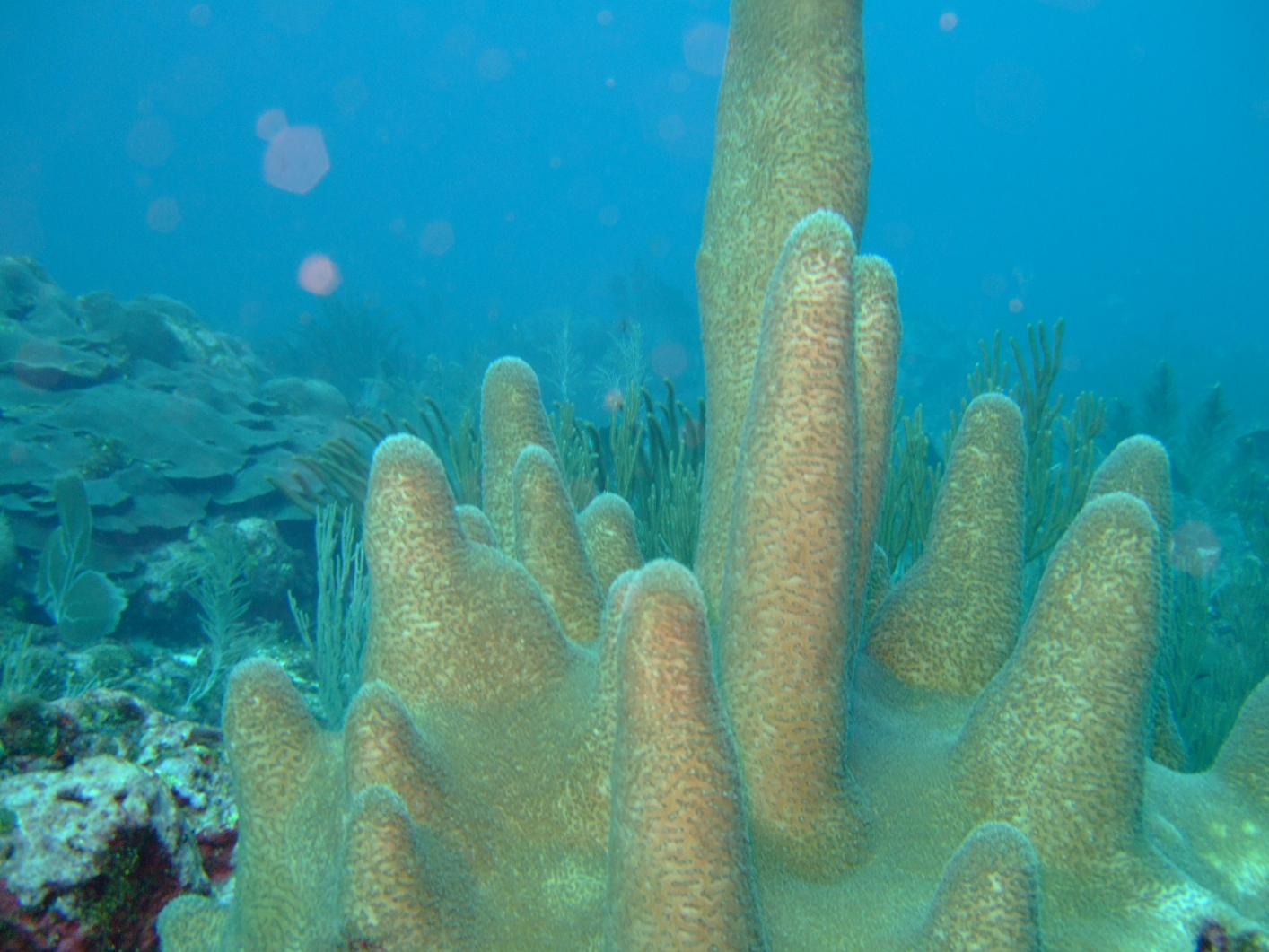
Dendrogyra cylindricus
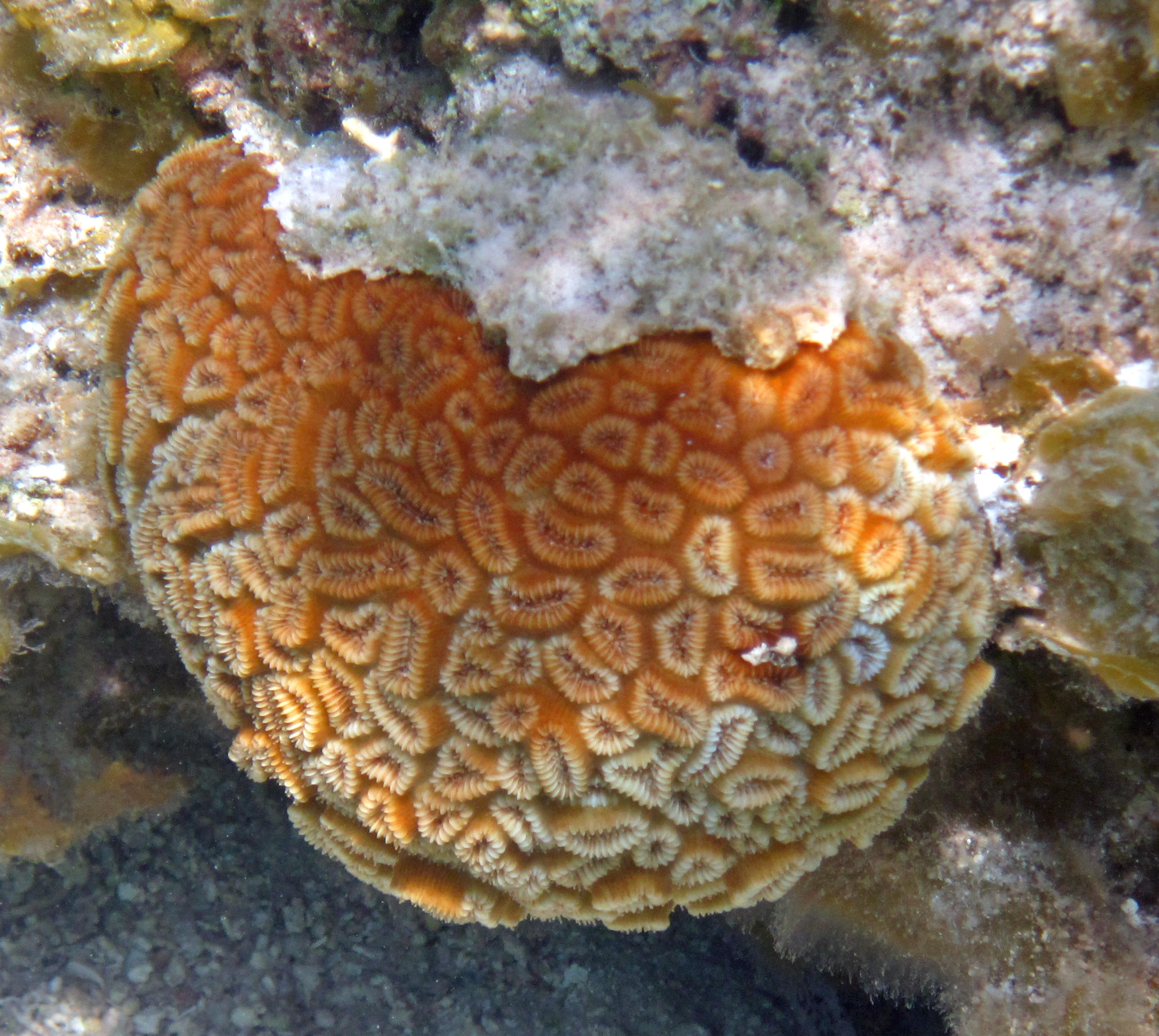
Dichocoenia stokesii
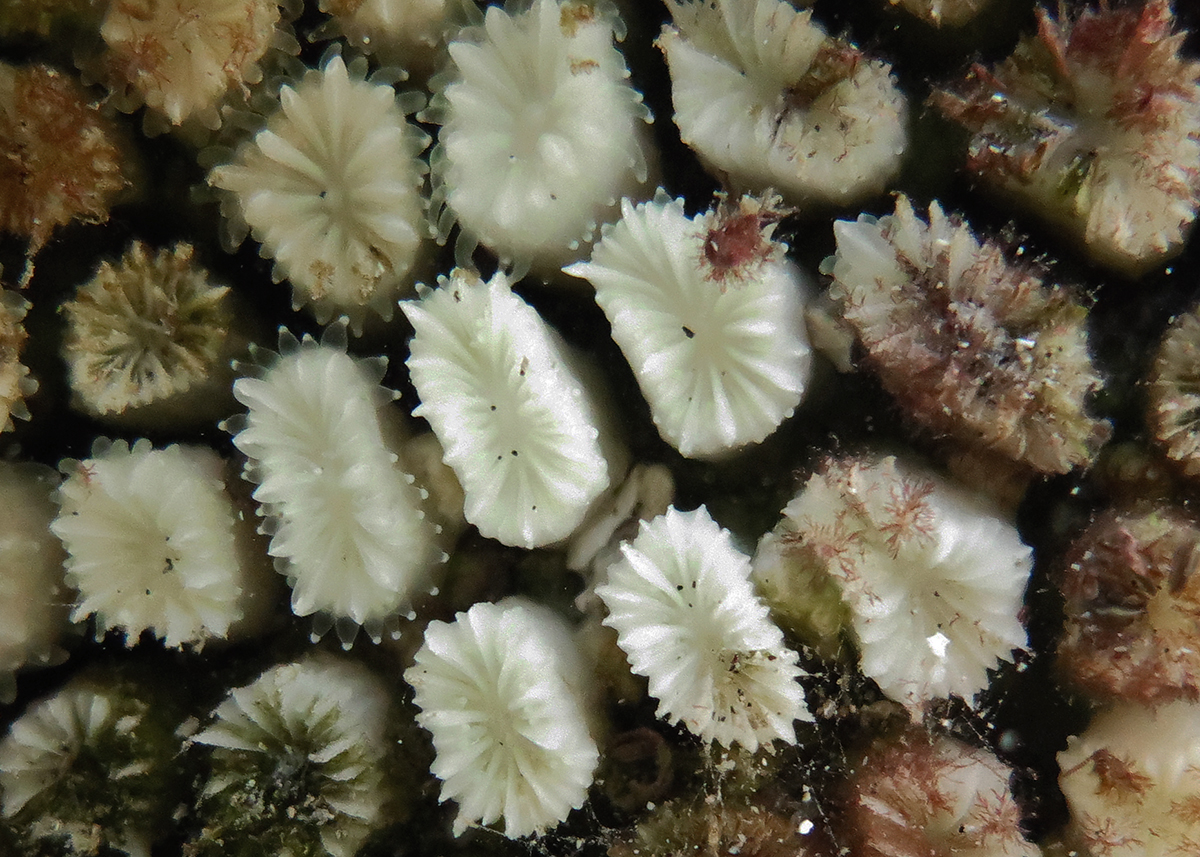
Eusmilia fastigiata
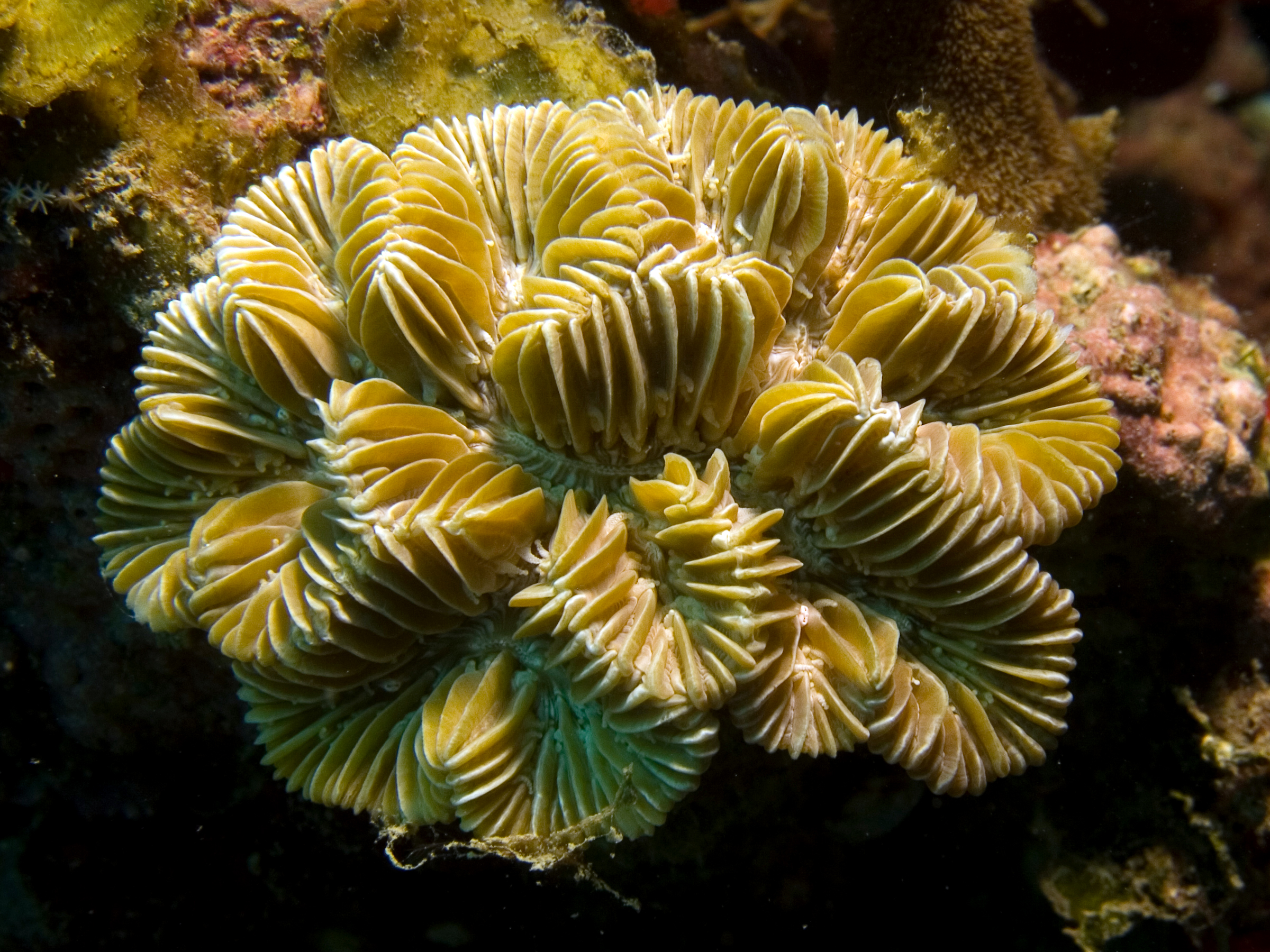
Meandrina meandrites
Dendrogyra radieta (fossile)